# Мост Ремедиос
Мост Ремедиос — мост через реку Гвадалквивир в испанском городе Севилья.

## История
В конце 1950-х и в 1960-х годах в Севилье произошел значительный рост числа населения, из-за чего размер города также вырос, и возникла необходимость в создании новых путей въезда в него.
Первые действия по созданию моста были предприняты ещё в 1956 году, но основные работы начались в 1960-х годах. Работы длились полтора года (на 6 месяцев меньше, чем ожидалось) и стоили 257 млн песо.
Мост был открыт Франциско Франко 23 июня 1968 года, во время его визита в Севилью, который длился 3 дня.
Первоначально конструкция носила название «Мост Генералиссимуса», в честь генерала и диктатора Франсиско Франко, который был главой Испании до 1975 года. Своё нынешнее название мост получил позже.

## Характеристика
Мост спроектирован инженером Карлосом Фернандесом Касадо как балочный.
Пролёт моста поддерживается четырьмя рядами свай, причём три из них представляют собой восемь столбов (один на южном берегу и два на северном берегу), а оставшийся состоит из шести столбов, расположенных в середине реки.
Общая ширина конструкции составляет 29 метров, что обеспечивает шесть полос движения (по три в каждом направлении), два тротуара для пешеходов и две полосы для велосипедистов, по одной в каждом направлении.